# タモイ郡

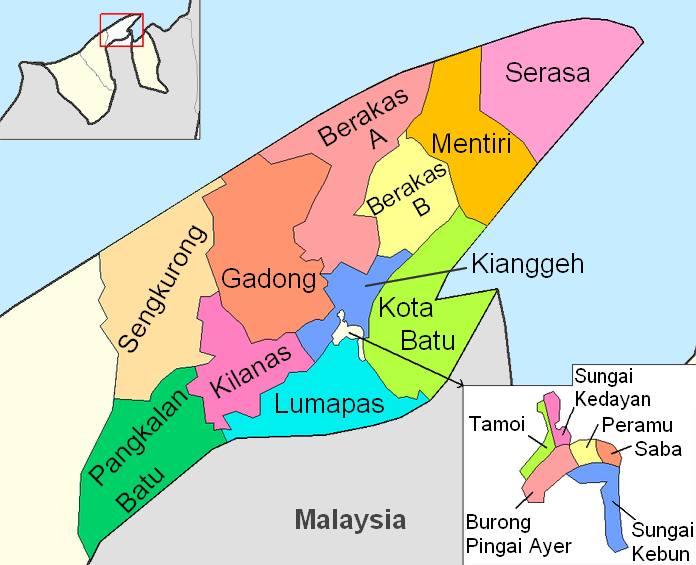
ブルネイ・ムアラ地区におけるタモイ郡の位置
右下の拡大図中の黄緑色の部分がタモイ郡

タモイ郡（タモイぐん、Tamoi）はブルネイ・ダルサラーム国ブルネイ・ムアラ地区にある郡（マレー語：mukim）。水上集落のカンポン・アイールを構成する6郡のうちの1つである。水上集落の郡はすべて非常に小規模で、面積が狭く、水上で接している。ブルネイの首都・バンダルスリブガワン都市圏内に位置し、ブルネイ川の水面上にある。タモイ郡は水上集落共同体の一部で、事実上は水上集落全体で1つの郡のように機能する。カンポン・アイールの6郡は互いに隣接し合っている。北、西及び南はキアンゲ郡（Mukim Kianggeh）東はスンガイ・ケダヤン郡（Mukim Sungai Kedayan）、南はブロン・ピンガイ・アイール郡（Mukim Burong Pingai Ayer）に接する。

## 村
タモイ郡は以下の村からなる。
- ウジョン・ブキト村（Kampong Ujong Bukit）
- タモイ・テンガー村（Kampong Tamoi Tengah）
- タモイ・ウジョン村（Kampong Tamoi Ujong）
- ペンギラン・ケルマ・インデラ・ラマ村（Kampong Pengiran Kerma Indera Lama）
- ペンギラン・タジュディン・ヒタム村（Kampong Pengiran Tajudin Hitam）
- ペンギラン・ベンダハラ・ラマ村（Kampong Pengiran Bendahara Lama）
- リンボンガン村（Kampong Limbongan）